# NAC Breda
Noad Advendo Combinatie Breda (normalt bare kendt som NAC Breda) er en hollandsk fodboldklub fra Breda. Klubben spiller i den næstbedste række, 1. division - Eerste divisie. NAC Breda blev stiftet den 19. september 1912, og spiller sine hjemmekampe på Rat Verlegh Stadion.
NAC Breda har én gang, i 1921, sikret sig det hollandske mesterskab og én gang, i 1973 har man vundet landets pokalturnering.

## Titler
- Hollandske mesterskaber (1): 1921

- Hollandske pokaltitler (1): 1973

## Kendte spillere
- Orlando Engelaar
- Pierre van Hooijdonk
- Bryan Roy
- Bart Monsieurs

- Johan Elmander

## Danske spillere
- Michael Hansen
- Patrick Mtiliga
- Thomas Enevoldsen